# ماگدالنا بی (گروه موسیقی)
ماگدالنا بی (به انگلیسی: Magdalena Bay) گروهٔ موسیقی دونفرهٔ آلترناتیو پاپ آمریکایی اهل میامی، فلوریدا می‌باشد که در لس آنجلس، کالیفرنیا مستقر است.